# Wüstenzwergmaus
Die Wüstenzwergmaus (Mus indutus) ist ein im südlichen Afrika verbreitetes Nagetier in der Gattung der Mäuse. Die Art ähnelt der Afrikanischen Zwergmaus (Mus minutoides) und unterscheidet sich von dieser vorwiegend in ihren genetischen Eigenschaften.

## Merkmale
Mit einer Kopf-Rumpf-Länge von 45 bis 65 mm, einer Schwanzlänge von 30 bis 52 mm sowie einem Gewicht von 3 bis 8 g ist die Art eine sehr kleine Maus. Die Hinterfüße sind 13 bis 16 mm lang und die Länge der Ohren beträgt 8 bis 12 mm. Die Haare des weichen Fells der Oberseite sind grau an den Wurzeln, hell gelbbraun bis orangebraun im mittleren Bereich und vereinzelt schwarz an den Spitzen, was ein gesprenkeltes Aussehen erzeugt. An den Seiten besitzen alle Haare schwarze Spitzen, während das Kinn und andere Teile der Unterseite von weißem Fell bedeckt sind. Die Grenze zwischen bräunlichen und weißen Bereichen in scharf. Kennzeichnend für den Kopf sind lange Vibrissen und abgerundete braune Ohren. Vor allem bei östlichen Populationen sind weiße Flecken unter den Ohren vorhanden. Die Vorderpfoten mit vier Fingern und die Hinterfüße mit fünf Zehen sind weißlich und mit Krallen ausgerüstet. Von den paarig angeordneten Zitzen der Weibchen liegen vier auf der Brust und vier im Leistenbereich.

## Verbreitung
Diese Maus lebt im Süden Angolas, im zentralen und nördlichen Namibia, im Norden Südafrikas (Provinzen Nordkap, Nordwest, Gauteng und Limpopo) sowie in Botswana, im Westen Simbabwes und im Südwesten Sambias. Sie hält sich in Savannen und in Landschaften mit spärlichem Bewuchs auf. Einige Fundorte erreichen in Gebirgen in Gauteng 1600 Meter Höhe.

## Lebensweise
Die Wüstenzwergmaus baut kugelförmige Nester aus Gras und anderen Pflanzenteilen, die in selbstgegrabenen Erdlöchern oder in verlassenen Bauen anderer Tiere versteckt werden. Die Suche nach Nahrung wie Pflanzensamen, Früchte von Akazien oder Insekten findet nachts statt. Wahrscheinlich werden auch grüne Pflanzenteile gefressen.
In Gefangenschaft gehaltene Exemplare zeigten eine auffällige Aggressivität zueinander und in wenigen Fällen ist Kannibalismus dokumentiert. Vermutlich können sich Weibchen zu allen Jahreszeiten paaren, obwohl die meisten Nachkommen in der Regenzeit geboren werden. Ein Wurf enthält 2 bis 8 Neugeborene.

## Gefährdung
Der Populationstrend wird als stabil eingestuft und die Art zählt laut IUCN als nicht gefährdet (least concern). Zwischen 1994 und 2010 verlor die Wüstenzwergmaus in der südafrikanischen Provinz Nordwest etwa 12 % ihres natürlichen Habitats, konnte sich jedoch dennoch ausbreiten, da sie auch auf landwirtschaftlich genutzten Flächen lebt. Während Perioden mit hohem Nahrungsangebot kann ihr Bestand rapide ansteigen. Die Maus ist eine der am häufigsten anzutreffenden kleinen Säugetierarten in der Kalahari.